# Bermuda-Kranich
Der Bermuda-Kranich (Grus latipes, Syn.: Baeopteryx latipes) ist eine ausgestorbene Kranichart, die bis zum Jungpleistozän auf Bermuda vorkam. Alexander Wetmore beschrieb ihn 1960 als Baeopteryx latipes auf der Basis von fossilen Knochen. Karlheinz Fischer und Burkhard Stephan stellten ihn 1971 in die Gattung Grus. Das Artepitheton setzt sich aus den lateinischen Wörtern latus (breit) und pes (Fuß) zusammen.

## Merkmale
Der Tarsometatarsus ähnelt dem des rezenten Kanadakranichs (Antigone canadensis), ist jedoch relativ schwerer und kürzer als bei der kleinen Unterart Antigone canadensis canadensis. Der gesamte Knochen ist breiter und stärker, mit einem größeren distalen Ende. Die Trochlea der zweiten Zehe ist größer, die der vierten Zehe ist breiter mit einer kürzeren distalen Gelenkfläche. Die Gelenkfacette für das erste Zehengelenk ist breiter und größer. Die Zehenphalangen sind im Vergleich zu denen des Kanadakranichs zum Teil sehr schwer, was die Annahme eines kräftigeren Fußes unterstützt. Der Tibiotarsus ist kräftig, obwohl er im Verhältnis weniger schwer erscheint als der Tarsometatarsus. Seine Hauptbesonderheit liegt in dem Tuberkel, der an der Außenseite des unteren Endes der Sehnenbrücke vorsteht. Er ist schmal, etwas länglich und glatter gerundet als bei den rezenten Kranichen. Das fast vollständige erhaltene Wadenbein ist relativ groß und deutet auf die größere Länge des Beins hin. Vom Oberschenkelknochen existieren zwei nahezu erhaltene sowie vier Fragmente von der rechten Seite und sieben Fragmente von der linken Seite. Im Vergleich zu denen des Kanadakranichs sind sie kurz und relativ kräftig, wobei der innere Kondylus besonders stark ist und sich weiter (nach unten) erstreckt. Vom distalen Ende des Knochens aus betrachtet, ist der obere Rand der Fossa intercondylaris auf der Innenseite abrupter und tiefer gefurcht. Vom Oberarmknochen (Humerus) sind das proximale und distale Ende sowie ein Teil des Schafts eines anderen Exemplars erhalten, alle von der rechten Seite. Der Knochen ist relativ klein, der Kopf ist schmal und der Deltoidkamm ist sowohl in der Länge als auch im Bereich der Muskelansätze stark reduziert. Das proximale Ende ist im Vergleich zu dem des Kanadakranichs insgesamt reduziert, einschließlich des oberen Teils des Schafts. Die Ansatzlinie des Musculus latissimus dorsi ist stark ausgeprägt, die hochgezogene pneumatische Öffnung ist eher klein. Die Form des Oberarmknochens deutet auf eine eingeschränkte Flugfähigkeit hin. Die Ulnae umfassen sechs proximale und sechs distale Enden sowie zwei zusätzliche Segmente des Schafts. Da das Material nur fragmentarisch erhalten ist, lässt sich die Gesamtlänge nicht genau bestimmen. Der einzig erhaltene Teil des Radius ist ein Schnitt vom distalen Ende, der auf eine Verkleinerung mit deutlicher Abflachung des Schafts hinweist.
Der Bermuda-Kranich war kleiner als die kleine Unterart Antigone canadensis canadensis des Kanadakranichs. Die Flügel waren kürzer, der Kopf größer, die Beine länger und kräftiger und die Füße breiter.

## Aussterben
Der Bermuda-Kranich starb vermutlich zwischen 100.000 und 200.000 yBP aus.